# Michael Waltrip Racing
Michael Waltrip Racing est une ancienne écurie NASCAR basée à Cornelius en Caroline du Nord et dirigée par Michael Waltrip.

## Parcours en NASCAR Cup series
Elle débute en Cup Series en 2002 mais ne participe à l'ensemble des courses du championnat qu'à partir de 2008 avec la no 00 de David Reutimann qui remporte les deux premières victoires de l'équipe en 2009 à Charlotte lors du Coca Cola 600 et en 2010 sur le Chicagoland Speedway. 
En 2011, l'écurie fait courir les Toyota Camry no 15 (Clint Bowyer), no 56 (Martin Truex Jr.), et à temps partiel, la no 55 (Mark Martin et Michael Waltrip). Elles sont toutes les trois engagées en Sprint Cup. À la mi-janvier 2016, la Michael Waltrip Racing est mise en vente. En 783 courses disputées, elle en a gagné 7 et a réalisé 14 pole positions.

## Parcours en endurance
L'équipe a également couru en championnat du monde d'endurance FIA en 2012 en partenariat avec l'équipe italienne AF Corse.